# Boudewijn van Dudzele
Boudewijn III van Dudzele (1285 - 3 april 1366) was een middeleeuws ridder en houder van heerlijkheden en lenen.

## Levensloop
De eerste Boudewijn van Dudzele was een zoon van Zeger van Dudzele. Hij was getrouwd met Maria de Bailleu. Hun dochter Margaretha van Dudzele trouwde met Willem van der Stove.
De heer van Dudzele behoorde tot de invloedrijke adel van zijn tijd. Hij was geen poorter van Brugge, maar vrijlaat van het Brugse Vrije.
De heerlijkheid Dudzele was ontstaan door de inspanningen, rond 1040-1050 van graaf Boudewijn V van Vlaanderen voor het aanleggen van de poldergrond waarop Dudzele, Lissewege en Oostkerke tot stand kwamen. Dudzele werd een leen met een oppervlakte van 24 km². De graaf gaf het als heerlijkheid in leen aan een eerste heer van Dudzele, die zijn Hof van Dudzele vestigde in een omwalde hoeve, even buiten het dorp gelegen.
Onder de eerste heren van Dudzele waren bekend:
- Hugo van Dudzele (1111-1115).
- Erembald van Dudzele (1127-1128).
- Cobald van Dudzele (1160).
- Herembert van Dudzele (1170).
- Barizeele van Dudzele (1219).
- Boudewijn van Dudzele (1223).
- Boudewijn I van Dudzele (1288-1301). In 1301 was hij schepen voor het Noordkwartier van het Brugse Vrije, tenzij het Boudewijn II was.
- Boudewijn II van Dudzele (1301-1333).
- Boudewijn III van Dudzele (1333-1365), schepen van het Brugse Vrije, bleef zonder mannelijke nakomeling. Hij trouwde met Margaretha vander Stove, dochter van de rijke poorter Willem vander Stove. Zijn dochter Margaretha trouwde met Rogier van Gistel. De familie van Gistel was voortaan heer van Dudzele.

In 1297 verkocht Willem Bonin, heer van het Hof van Bonem, de zesentwintig achterlenen van het leengoed Bonem aan ridder Boudewijn van Dudzele. Dit moet normaal Boudewijn I, de grootvader, zijn geweest van de hier behandelde Boudewijn, die toen twaalf was. 
In 1322 verdedigde zich het bestuur van het Brugse Vrije tegen de overmacht van de steden Gent en Brugge. Boudewijn van Dudzele (II of III?) was een van de 54 personen die aangesteld werden om de prerogatieven van het Brugse Vrije te verdedigen.
Boudewijn III was ongetwijfeld een aanhanger van de Vlaamse graaf en bijkomend van de Franse koning, zoals onder meer de banden aantoonden die hij smeedde via het huwelijk van zijn dochter met een gezagsgetrouwe Vander Stove.